# Project Rockstar
Project Rockstar is een online multiplayer strategiespel, ontwikkeld door Kerb. Het spel telt meer dan 150.000 spelers en is een van de populairste spellen op het internet. In dit spel is de speler de manager van 1 (of meerdere, naargelang het type) band(s) met als taak zichzelf aan de top te zetten.

## Old Skool
PR Old Skool, de versie waar het allemaal mee begonnen is, wordt nu als versie beschouwd voor de meer geavanceerde spelers. In dit spel kunt u één muziekgroep maken, waarmee u de top moet bereiken. Omdat dit type spel meer afhankelijk is van de strategie, bestaat de moeilijkheid erin om zo economisch mogelijk te werken, maar toch de beste hits uit te brengen.

## Normale editie
Project Rockstar kan ook gespeeld worden in de makkelijkere, meer fun-based editie; en dat is... de gewone editie. Hierin krijgt u als speler de mogelijkheid om tot 10 muziekgroepen te besturen (met een brede selectie in muziekgenres) en kan u naarmate het vorderen in het spel zelf een muzieklabel starten, en andere spelers contracten aanbieden. In deze editie bestaat het er niet in om te racen naar de top, en legt u meer een sociale band aan met de omgeving. Het is ook vanzelfsprekend dat u bij deze editie (als beginner) vragen heeft, dus zorgt Project Rockstar voor de antwoorden. Er zijn steeds beheerders (admins) online die u zo snel mogelijk behelpen met alle vragen.
Project Rockstar is sinds eind 2009 niet meer beschikbaar.